# Sesselia
Sesselia là một chi bọ cánh cứng trong họ Chrysomelidae.
Chi này được miêu tả khoa học năm 1931 bởi Laboissiere.

## Các loài
Các loài trong chi này gồm:
- Sesselia abyssinica Laboissiere, 1937
- Sesselia apicalis Laboissiere, 1937
- Sesselia femorata Laboissiere, 1937
- Sesselia flavicincta Laboissiere, 1937
- Sesselia lepida (Laboissiere, 1931)
- Sesselia metallica Laboissiere, 1939
- Sesselia nigrocincta Bryant, 1958
- Sesselia pusilla (Gerstaecker, 1871)